# Blabomma sylvicola
Blabomma sylvicola là một loài nhện trong họ Dictynidae.
Loài này thuộc chi Blabomma. Blabomma sylvicola được Ralph Vary Chamberlin & Wilton Ivie miêu tả năm 1937.